# Bonneval, Haute-Loire

Bonneval este o comună în departamentul Haute-Loire, Franța. În 2009 avea o populație de 91 de locuitori.